# Zendrum
Una Zendrum è un MIDI controller costruito artigianalmente che viene utilizzato come strumento a percussione. È la versione commerciale della "Drumitar", strumento inventato da Future Man. Ci sono due modelli di Zendrum dedicate alle performance live, la ZX e la LT. La Zendrum ZX ha l'aspetto di una chitarra ed è formata da un corpo triangolare in legno con 24 tasti in plastica che controllano i segnali MIDI. Anche la Zendrum LT può essere imbracciata come una chitarra, ma ha 25 tasti MIDI disposti simmetricamente che le permettono di essere suonata sia dai mancini che dai destri. I tasti sono costruiti per essere premuti o colpiti con le dita e con le mani. Essendo un controller, la Zendrum non produce alcun suono, deve essere collegata tramite un'interfaccia MIDI per controllare un sintetizzatore o una batteria elettronica che, a loro volta, producono i suoni.